# Calyptranthes cuneifolia
Calyptranthes cuneifolia är en myrtenväxtart som beskrevs av Cyrus Longworth Lundell. Calyptranthes cuneifolia ingår i släktet Calyptranthes och familjen myrtenväxter.
Artens utbredningsområde är Belize. Inga underarter finns listade i Catalogue of Life.